# Таволжник
Таволжник (Aruncus) — рід квіткових рослин родини трояндових (Rosaceae), поширений у Євразії й на сході США. До складу роду різні ботаніки включають від одного до чотирьох видів.

## Опис
Рід трав'янистих (іноді основа дерев'яниста) багаторічних рослин із сильним підземним кореневищем. Висота від 0.4 до 2 метрів. Квіти 5-пелюсткові, кремово-білі. Гладка листянка містить дві насінини.

## Поширення
Поширений у Євразії й на сході США; також культивується.
В Україні зростає один вид — таволжник звичайний (Aruncus dioicus).